# Moerella iridescens
Moerella iridescens is een tweekleppigensoort uit de familie van de Tellinidae. De wetenschappelijke naam van de soort is voor het eerst geldig gepubliceerd in 1842 door Benson.